# Rus Blackwell
Rus Blackwell (ur. 23 marca 1963 r. w Rockford) – amerykański aktor filmowy i serialowy.

## Filmografia
- 1992–1993: Gorączką nocy jako Johnny Boschell / Bert Fowler[2]
- 1993: Complex of Fear jako Stan Evans[2]
- 1993: Emerald Cove jako Benny Spiros[2]
- 1993: Class of '61 jako Yelling Cadet[2]
- 1994: Grom w raju jako Shanks / MacAdrian[2]
- 1996: Sudden Terror: The Hijacking of School Bus #17 jako Sergeant Gentry[2]
- 1996: Jej największe pragnienie jako Steve[2]
- 1997: Clover jako Police Officer[2]
- 1999: Chapter Zero jako Victor Lazaras[2]
- 1999: Ready, Willing & Able jako Conner Wilson[2]
- 1999: Instynkt jako Government Aides[2]
- 1999: Furia: Carrie 2 jako Sheriff[2]
- 2000: Ich pięcioro jako Mitch Gallagher[2]
- 2001: Longshot jako British Passenger[2]
- 2002: The Code Conspiracy jako Slick Agent[2]
- 2003: Monster jako Cop[2]
- 2003: Dunsmore jako Sheriff Cal Miller[2]

- 2004: Land of the Free? jako President Reed[2]
- 2005: Lenny the Wonder Dog jako Harley[2]
- 2005: Campus Confidential jako Dr. Nixon[2]
- 2006: Descansos jako Philip[2]
- 2008: Resurrection County jako Stag[2]
- 2008: Ciekawy przypadek Benjamina Buttona jako Robert Williams[2]
- 2008: Who Do You Love jako Missouri Sheriff[2]
- 2008: Decydujący głos jako Mark Wallace[2]
- 2009: Just Another Day jako Detective #1[2]
- 2009: Jak dmuchawce na wietrze jako Congressman Curtis Golding[2]
- 2010: Niesłusznie skazany jako Reynolds Reed[2]
- 2011: The Saints of Mt. Christopher jako Phil Nevers[2]
- 2011: Cassadaga - Strefa duchów jako Christian[2]
- 2011: Mój przyjaciel Delfin jako Coach Vansky[2]
- 2011: Never Back Down 2: The Beatdown jako Caucasian Cop[2]
- 2011: Inwazja: Bitwa o Los Angeles jako Lt. Col. K.N. Ritchie[2]
- 2012: Dopóki piłka w grze jako Rick[2]
- 2012: Universal Soldier IV: Dzień sądu jako Agent Gorman[2]
- 2012: Miasto cudów jako Nate Bales[2]
- 2012: To Write Love on Her Arms jako Conrad Willard[2]
- 2013: Revolution jako McCready / Georgian Soldier[2]
- 2013–2014: Banshee Origins jako Gordon Hopewell[2]
- 2013–2015: Banshee jako Gordon Hopewell[2]
- 2014: Igrzyska śmierci: Kosogłos. Część 1 jako D13 Systems Operator[2]
- 2015: Homeland jako Dr. Emory[2]
- 2015: Ant-Man jako Superior Officer[2]
- 2015: In Lieu of Honor jako Frank Chapman[2]
- 2017–2018: Six jako Commander Atkins[2]
- 2017: Madden NFL 18: Longshot jako Jack Ford[2]
- 2017: The Case for Christ jako Dr. William Craig[2]